# Jonathan Walton
Jonathan Francis Walton (Leicester, 6 de octubre de 1990) es un deportista británico que compite en remo.
Ganó una medalla de plata en el Campeonato Mundial de Remo de 2017 y una medalla de bronce en el Campeonato Europeo de Remo de 2019, ambas en la prueba de cuatro scull.
Participó en los Juegos Olímpicos de Río de Janeiro 2016, ocupando el quinto lugar en la prueba de doble scull.

## Palmarés internacional
| Campeonato Mundial | Campeonato Mundial        | Campeonato Mundial | Campeonato Mundial |
| Año                | Lugar                     | Medalla            | Prueba             |
| ------------------ | ------------------------- | ------------------ | ------------------ |
| 2017               | Sarasota (Estados Unidos) | Medalla de plata   | Cuatro scull       |
| Campeonato Europeo |                           |                    |                    |
| Año                | Lugar                     | Medalla            | Prueba             |
| 2019               | Lucerna (Suiza)           | Medalla de bronce  | Cuatro scull       |